# Vernaccia di Oristano liquoroso
Il Vernaccia di Oristano è un vino DOC la cui produzione è consentita nella provincia di Oristano.

## Caratteristiche organolettiche
- colore: giallo dorato ambrato.
- odore: profumo delicato alcolico con sfumature di fior di mandorlo.
- sapore: fine, sottile, caldo, con leggero e gradevole retrogusto di mandorle amare.

## Abbinamenti consigliati
pasticceria secca

## Produzione
Provincia, stagione, volume in ettolitri
- nessun dato disponibile